# Lansac (Pyrénées-Orientales)
Lansac település Franciaországban, Pyrénées-Orientales megyében. Lakosainak száma 91 fő (2022. január 1.). Lansac Lesquerde, Rasiguères, Caramany és Saint-Arnac községekkel határos.

## Földrajz

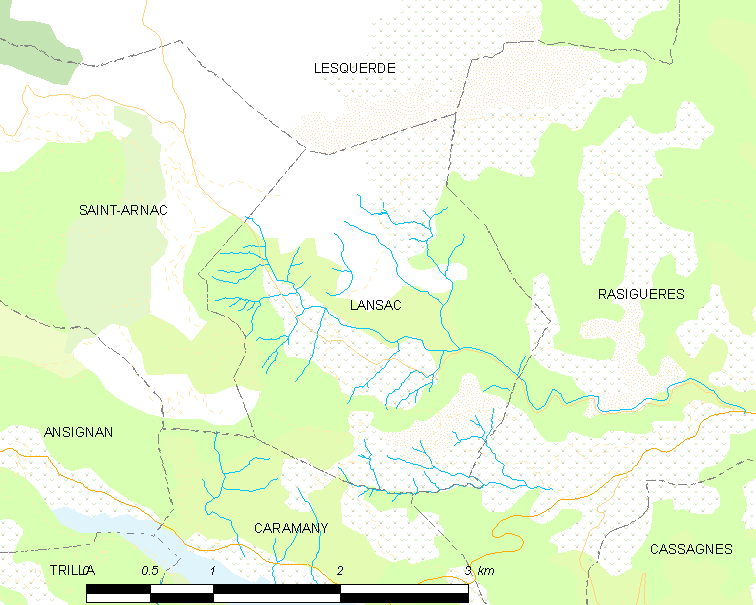
Lansac és környéke

## Népesség
A település népességének változása:
| Lakosok száma | 110  | 97   | 90   | 89   | 90   | 90   | 91   | 91   | 91   |
|               | 2013 | 2015 | 2016 | 2017 | 2018 | 2019 | 2020 | 2021 | 2022 |